# Erik Pouplier
Erik Pouplier, född 16 juni 1926 i Danmark, död 2016 är en dansk författare och manusförfattare.

## Filmmanus i urval
- 1959 – Får jag låna din fru?
- 1960 – Sommar och syndare
- 1963 – Frøken April
- 1967 – Min kones ferie